# Парабоч
Парабоч (рос. Парабоч) — селище у Шелковському районі Чечні Російської Федерації.
Населення становить 473 особи. Входить до складу муніципального утворення Шелкозаводське сільське поселення.

## Історія
Згідно із законом від 14 липня 2008 року органом місцевого самоврядування є Шелкозаводське сільське поселення.

## Населення
| 1878 | 1926 | 1990 | 2002 | 2010 |
| ---- | ---- | ---- | ---- | ---- |
| 65   | ↗124 | ↗357 | ↗443 | ↗473 |